# Heinrich Otto (Politiker, 1893)
Heinrich Otto (* 5. August 1893 in Siegen; † 31. Juli 1983) war ein deutscher Politiker (KPD). Er war Landrat des Kreises Siegen und Landtagsabgeordneter in Nordrhein-Westfalen.

## Leben
Heinrich Otto war der Sohn aus der Ehe von Adolf und Katharina Otto geb. Lorsbach. Er war verheiratet mit Bernhardine Otto geb. Stamm; aus der Ehe stammte eine Tochter, die 1929 mit sechs Jahren verstarb.
Er studierte vor dem Ersten Weltkrieg Ingenieurwissenschaften an der Wiesenbauschule in Siegen. Anschließend absolvierte er eine Ausbildung zum Kulturbautechniker. Im Ersten Weltkrieg wurde Otto zum Militärdienst verpflichtet. zum Januar 1915 trat er seinen Dienst an beim Infanterie-Leib-Regiment „Großherzogin“ (3. Großherzoglich Hessisches) Nr. 117, die zur Mainzer Garnison gehörte. Nach Einsätzen im Stellungskampf in Roye und Chaulnes, beides im nordfranzösischen Somme, wurde er am 2. März 1916 in Verdun schwer verwundet; beide Unterschenkel mussten amputiert werden. Es folgte ein einjähriger Aufenthalt in den Lazaretten in Frankfurt am Main und Siegen.
Neben verschiedenen Tätigkeiten im kaufmännischen Bereich und im Postdienst erhielt er ab 1920 eine Versehrtenrente nach dem Reichsversorgungsgesetz vom 12. Mai 1920.
Mit den prägenden Erfahrungen aus dem Krieg engagierte er sich als Pazifist ab 1918 in der Friedensbewegung. Er trat als Aktivist der Deutschen Friedensgesellschaft (DFG) bei, die bereits 1892 von Bertha von Suttner und Alfred Hermann Fried gegründet wurde. Er wurde Sekretär und Bezirksleiter der DFG im Siegerland sowie Dillkreis und erhielt Kontakt zu den der DFG nahestehenden Parteien KPD und SPD.
1928 trat er der KPD bei und wurde schnell zum Agitpropleiter des Unterbezirks Siegen. Bis 1931 war er deren  Organisationsleiter. Er wurde Redakteur, kurz darauf Instrukteur beim Zentralkomitee der KPD und gehörte so der Führungsebene der KPD an. Des Weiteren engagierte er sich für die Revolutionäre Gewerkschafts-Opposition (RGO), eine kommunistische Strömung in den freien Gewerkschaften und ab 1929 eine eigenständige Gewerkschaft.
Nach der nationalsozialistischen Machtübernahme wurde Heinrich Otto polizeilich überwacht und 1933/34 mehrfach verhaftet und musste Hausdurchsuchungen und Beschlagnahmungen erdulden. Zwei Ermittlungsverfahren wegen Vorbereitung zum Hochverrat als Parteimitglied und Friedensaktivist konnten ihm jedoch nicht nachgewiesen werden und wurden eingestellt.
Den Zweiten Weltkrieg erlebte Otto als Kriegsversehrter im Siegerland. Nach Kriegsende wurde er kommunal- und parteipolitisch aktiv und organisierte den Wiederaufbau der KPD im Siegerland. Von 1945 bis 1947 war er Politischer Leiter im Unterbezirk Siegen in Siegen, Olpe und Wittgenstein. Über die Parteigrenzen hinweg engagierte er sich 1945/46 in der „Demokratischen Arbeitsgemeinschaft von Vertretern der vier ehemaligen demokratischen Parteien“ der die DDP, SPD, KPD und Zentrumspartei angehörten, ab 1946 durch die CDU, SPD, FDP sowie KPD fortgeführt wurde. Er war zudem Mitglied des Beratenden Ausschusses für den Kreis Siegen und Stadt Siegen sowie Vorstandsmitglied des Verbandes der Kriegs-, Bomben- und Arbeitsopfer.
Vom 18. Dezember 1945 bis zum 24. Oktober 1946 gehörte Heinrich Otto dem Kreistag des Landkreises Siegen an. Am 5. Februar 1946 wurde Heinrich Otto auf Vorschlag von KPD, SPD und Liberalen zum Landrat gewählt. Er war zudem Mitglied des Ausschusses für Förderung der Landwirtschaft und des Ausschusses für den Wiederaufbau. Bei den Wahlen im Herbst 1946 wurde der CDU-Politiker und Oberkreisdirektor Joseph Büttner zum Landrat gewählt.
Heinrich Otto gehörte vom 2. Oktober bis zum 16. Dezember 1946 in der ersten Ernennungsperiode dem ernannten Landtag von Nordrhein-Westfalen an. Er war am 2. Oktober 1946 bei der feierlichen Eröffnung des Landtags im Düsseldorfer Opernhausteil nach dem Kriegsende dabei. Nach den von der britischen Militärregierung angeordneten Kommunalwahlen 1946 konnte er keinen Sitz im Landtag mehr erlangen.
Heinrich Otto war von 1947 bis 1951 erster Arbeitsdirektor der Hüttenwerke Geisweid AG.
Anfang der 1950er Jahre erfolgte aus undurchsichtigen Gründen der Ausschluss aus der KPD.